# 51번째 주 (영화)
51번째 주(The 51st State)는 영국에서 제작된 우인태 감독의 2001년 액션, 코미디 영화이다. 사무엘 L. 잭슨 등이 주연으로 출연하였고 조나단 데빈 등이 제작에 참여하였다.

## 출연

### 주연
- 사무엘 L. 잭슨
- 로버트 칼라일

### 조연
- 에밀리 모티머
- 숀 퍼트위
- 릭키 톰린슨

## 제작진
- 공동제작: 마크 앨드리지
- 공동제작: 스텔 파브로우
- 미술: 앨런 맥도널드
- 의상: 케이트 카린
- 배역: 니나 골드

## 한국어 더빙 성우진(MBC, 2003년 9월 27일)
- 신성호 - 필릭스 (로버트 칼라일)
- 박조호 - 맥클로이 (사무엘 L. 잭슨)
- 김태훈
- 홍승옥
- 이종오
- 이윤연
- 황윤걸
- 김호성
- 정남
- 최석필
- 이상훈
- 최한
- 문남숙
- 박신희
- 방성준
- 이원찬
- 정재헌